# 사와무라 마사야
사와무라 마사야(澤村 正也, 1961년 - )는 일본의 화학자이며, 홋카이도대학교 대학원 이학연구과, 대학원 이학연구과, 이학부 화학과 교수이다. 고치현 출신.
전공은 합성화학, 유기화학. 사와무라는 지방산을 유용한 유기화합물로 합성하기 위한 인공 촉매를 개발한 내용으로, 반응물의 구조를 조사하는 핵자기공명(NMR)의 여러 데이터에서 519곳을 조작하고 317곳을 변조한 부정행위의 책임저자로 대학 조사에서 인정되었다.

## 연구 불법
사와무라 마사야 교수 연구팀이 2020년 8월에 발표했다. 지방산을 유용한 유기화합물로 합성하기 위한 인공 촉매를 개발했다는 내용으로, 반응물의 구조를 조사하는 핵자기공명(NMR)의 여러 데이터에서 조작의혹이 드러나 2022년 4월 29일자로 철회 조사 결과에 따르면, 조사 대상 주요 논문은 4편, 부정행위로 인정된 논문은 4편으로 위조 519곳, 변조 317곳 2019년 'Journal of the American Chemical Society'에 게재된 논문 2편이 NMR 스펙트럼과 HPLC 차트 조작으로 철회됐다.